# Liga Nacional de Baloncesto Profesional de México 2007-2008
La Temporada 2007-2008 de la LNBP fue la octava edición de la Liga Nacional de Baloncesto Profesional de México. En un principio se planeó una temporada regular de 576 partidos (48 juegos por cada uno de los 24 equipos), que comenzaría el jueves 6 de septiembre de 2007 y terminaría el sábado 19 de enero de 2008; sin embargo, el número de partidos jugados fue menor debido a la desaparición de un equipo (Guerreros de Morelia) a mitad de la temporada.
La postemporada dio inicio en enero de 2008 y terminó a principios de marzo.

## Eventos destacados
- El calendario se alargó de 40 partidos por cada equipo a 48; 2 juegos (uno de local y otro de visitante) ante cada equipo de la liga y 2 juegos más (en calidad de local y visitante) ante un rival regional. En total cada equipo jugó 4 partidos contra un rival de su zona y 2 en contra de los demás equipos de la liga.
- Se creó una nueva regla en la que todos los equipos debieron alinear a un jugador juvenil (Menor de 20 años) por lo menos 120 minutos a lo largo de la temporada.
- Los Tecolotes de la UAG reingresaron a la liga después de un año de ausencia.
- Los equipos de Ángeles de Puebla, Caballeros de Culiacán, Dorados de Chihuahua y Halcones UV Córdoba ingresaron a la liga en lugar de los Astros de Tecate, Cimarrones de Ensenada, Cometas de Querétaro y Gambusinos de Fresnillo.
- Los Halcones UV Veracruz quedaron oficialmente desvinculados con respecto a la UV, quedando oficialmente nombrados como Halcones Rojos Veracruz.
- Pocos días antes del inicio de la temporada, el equipo de la Ola Roja del Distrito Federal decidió no participar por falta de patrocinios, en su lugar se incorporó el equipo de los Guerreros de Morelia, que no estaba programado para participar en esta temporada, ya que su lugar había sido ocupado por los Tecolotes de la UAG.
- Se dio un cambio de nombre y los Barreteros de Zacatecas se convirtieron en Unión Zacatecas, equipo que tuvo dos sedes: Zacatecas y Fresnillo ambas del estado de Zacatecas.
- Debido a la poca organización y falta de apoyos, el equipo de Guerreros de Morelia cambió de sede y se convirtió en los Guerreros del Norte con sede en Ciudad Cuauhtémoc, Chihuahua; pero desapareció poco después dejando la mitad de su calendario sin jugar.
- A mitad de la temporada se dio un cambio de administración y sede de dos equipos: Correcaminos UAT Reynosa y los Correcaminos UAT Matamoros se convirtieron en los Bravos de Piedras Negras con sede en Piedras Negras, Coahuila y en los Venados de Nuevo Laredo con sede en Nuevo Laredo, Tamaulipas.
- La ciudad de Nuevo Laredo, Tamaulipas organizó el Juego de Estrellas de la LNBP, en donde la Zona Norte derrotó a la Zona Sur por un marcador de 123 a 113.[2]
- Se jugó por primera vez la Liga de las Américas, competencia en la que participaron los Soles de Mexicali (Actuales campeones), Halcones UV Xalapa (Subcampeones) y Fuerza Regia de Monterrey (Invitado).
- Por cuestiones de calendario, no se jugó un partido entre los Lechugueros de León y los Soles de Mexicali, al estar estos últimos participando en la Liga de las Américas, ambos equipos terminaron sólo con 47 partidos jugados de los 48 partidos programados.
- El equipo Soles de Mexicali avanzó al "Final Four" de la Liga de las Américas 2007-08, y se colocó dentro de los 4 mejores equipos de América.

## Campeón de Liga
El Campeonato de la LNBP lo obtuvieron los Halcones UV Xalapa (Primer equipo en ganar dos campeonatos en la historia de la liga), los cuales derrotaron en una reñida Serie Final a los Soles de Mexicali por 4 juegos a 3, coronándose el equipo xalapeño en calidad de local en el Gimnasio de la USBI de Xalapa, Veracruz.

## Campeón Copa Independencia
La Copa Independencia fue ganada por los Lobos Grises de la UAD por segundo año consecutivo, que derrotaron a los Halcones Rojos Veracruz en la Final Nacional en el Auditorio del Pueblo de Durango, Durango.

## Equipos participantes
| Zona Norte                | Zona Norte                       | Zona Norte    |
| Equipo                    | Ciudad                           | Miembro desde |
| ------------------------- | -------------------------------- | ------------- |
| Algodoneros de la Comarca | Torreón, Coahuila                | 2000          |
| Bravos de Piedras Negras  | Piedras Negras, Coahuila         | 2007-2008     |
| Correcaminos UAT Victoria | Ciudad Victoria, Tamaulipas      | 2000          |
| Dorados de Chihuahua      | Chihuahua, Chihuahua             | 2000          |
| Fuerza Regia de Monterrey | Monterrey, Nuevo León            | 2001          |
| Galgos de Tijuana         | Tijuana, Baja California         | 2005          |
| Lobos de la U.A. de C.    | Saltillo, Coahuila               | 2000          |
| Lobos Grises de la UAD    | Durango, Durango                 | 2005          |
| Santos Reales de San Luis | San Luis Potosí, San Luis Potosí | 2003          |
| Soles de Mexicali         | Mexicali, Baja California        | 2005          |
| Unión Zacatecas           | Zacatecas, Zacatecas             | 2007-2008     |
| Venados de Nuevo Laredo   | Nuevo Laredo, Tamaulipas         | 2007-2008     |

| Zona Sur                   | Zona Sur                       | Zona Sur      |
| Equipo                     | Ciudad                         | Miembro desde |
| -------------------------- | ------------------------------ | ------------- |
| Ángeles de Puebla          | Puebla, Puebla                 | 2007-2008     |
| Bucaneros de Campeche      | Campeche, Campeche             | 2006          |
| Caballeros de Culiacán     | Culiacán, Sinaloa              | 2007-2008     |
| Guerreros de Morelia       | Morelia, Michoacán             | 2006          |
| Halcones Rojos Veracruz    | Veracruz, Veracruz             | 2005          |
| Halcones UV Córdoba        | Córdoba, Veracruz              | 2007-2008     |
| Halcones UV Xalapa         | Xalapa, Veracruz               | 2003          |
| Lechugueros de León        | León, Guanajuato               | 2001          |
| Mayas de Yucatán           | Mérida, Yucatán                | 2006          |
| Panteras de Aguascalientes | Aguascalientes, Aguascalientes | 2003          |
| Pioneros de Quintana Roo   | Cancún, Quintana Roo           | 2006          |
| Tecolotes de la UAG        | Guadalajara, Jalisco           | 2001          |

## Clasificación
- Actualizadas las clasificaciones al 24 de febrero de 2008.

JJ = Juegos Jugados, JG = Juegos Ganados, JP = Juegos Perdidos, Ptos. = Puntos Obtenidos = (JGx2)+(JP), PF= Puntos a favor, PC = Puntos en contra, Dif. = Diferencia entre Ptos. a favor y en contra, JV = Juegos de Ventaja
| Zona Norte                | Zona Norte | Zona Norte | Zona Norte | Zona Norte | Zona Norte | Zona Norte | Zona Norte | Zona Norte |
| Equipo                    | JJ         | JG         | JP         | PF         | PC         | Dif.       | Ptos.      | JV         |
| ------------------------- | ---------- | ---------- | ---------- | ---------- | ---------- | ---------- | ---------- | ---------- |
| Lobos Grises de la UAD    | 48         | 37         | 11         | 4499       | 3998       | 501        | 85         | --         |
| Fuerza Regia de Monterrey | 48         | 33         | 15         | 4308       | 4122       | 186        | 81         | 4          |
| Soles de Mexicali         | 47         | 33         | 14         | 3834       | 3683       | 151        | 80         | 4          |
| Santos Reales de San Luis | 48         | 31         | 17         | 4292       | 3941       | 351        | 79         | 6          |
| Correcaminos UAT Victoria | 48         | 29         | 19         | 4131       | 4072       | 59         | 77         | 8          |
| Dorados de Chihuahua      | 48         | 27         | 21         | 4110       | 3931       | 179        | 75         | 10         |
| Galgos de Tijuana         | 48         | 27         | 21         | 3971       | 3933       | 38         | 75         | 10         |
| Algodoneros de la Comarca | 48         | 26         | 22         | 4200       | 4166       | 34         | 74         | 11         |
| Unión Zacatecas           | 48         | 20         | 28         | 4132       | 4243       | -111       | 68         | 17         |
| Lobos de la U.A. de C.    | 48         | 15         | 33         | 4188       | 4409       | -221       | 63         | 22         |
| Venados de Nuevo Laredo   | 48         | 12         | 36         | 3779       | 4185       | -406       | 60         | 25         |
| Bravos de Piedras Negras  | 48         | 11         | 37         | 4105       | 4433       | -328       | 59         | 26         |

| Zona Sur                   | Zona Sur | Zona Sur | Zona Sur | Zona Sur | Zona Sur | Zona Sur | Zona Sur | Zona Sur |
| Equipo                     | JJ       | JG       | JP       | PF       | PC       | Dif.     | Ptos.    | JV       |
| -------------------------- | -------- | -------- | -------- | -------- | -------- | -------- | -------- | -------- |
| Halcones UV Xalapa         | 48       | 41       | 7        | 4660     | 4067     | 593      | 89       | --       |
| Halcones UV Córdoba        | 48       | 31       | 17       | 4674     | 4407     | 267      | 79       | 10       |
| Tecolotes de la UAG        | 48       | 30       | 18       | 4017     | 3768     | 249      | 78       | 11       |
| Halcones Rojos Veracruz    | 48       | 25       | 23       | 4031     | 3996     | 35       | 73       | 16       |
| Pioneros de Quintana Roo   | 48       | 24       | 24       | 3881     | 3896     | -15      | 72       | 17       |
| Caballeros de Culiacán     | 48       | 23       | 25       | 4187     | 4184     | 3        | 71       | 18       |
| Lechugueros de León        | 47       | 23       | 24       | 3874     | 3841     | 33       | 71       | 18       |
| Panteras de Aguascalientes | 48       | 22       | 26       | 3946     | 4132     | -186     | 70       | 19       |
| Bucaneros de Campeche      | 48       | 21       | 27       | 3957     | 3985     | -28      | 69       | 20       |
| Mayas de Yucatán           | 48       | 18       | 30       | 3996     | 4173     | -177     | 66       | 23       |
| Ángeles de Puebla          | 48       | 13       | 35       | 4003     | 4250     | -247     | 61       | 28       |
| Guerreros de Morelia       | 48       | 1        | 47       | 1696     | 2616     | -920     | 49       | 40       |

| Clasificado a los playoffs |

| Eliminado de los playoffs |

## Playoffs
|  | Cuartos de final de Zona | Cuartos de final de Zona | Cuartos de final de Zona |                |   | Semifinales de Zona | Semifinales de Zona | Semifinales de Zona |  |   | Finales de Zona | Finales de Zona | Finales de Zona |  |    | Final de la LNBP | Final de la LNBP | Final de la LNBP |  |
|  |                          |                          |                          |                |   |                     |                     |                     |  |   |                 |                 |                 |  |    |                  |                  |                  |  |
|  |                          |                          |                          |                |   |                     |                     |                     |  |   |                 |                 |                 |  |    |                  |                  |                  |  |
|  | 3                        | Soles                    | 3                        |                |   |                     |                     |                     |  |   |                 |                 |                 |  |    |                  |                  |                  |  |
|  | 3                        | Soles                    | 3                        |                |   |                     |                     |                     |  |   |                 |                 |                 |  |    |                  |                  |                  |  |
|  | 6                        | Dorados                  | 1                        |                |   |                     |                     |                     |  |   |                 |                 |                 |  |    |                  |                  |                  |  |
|  | 6                        | Dorados                  | 1                        |                | 3 | Soles               | 3                   |                     |  |   |                 |                 |                 |  |    |                  |                  |                  |  |
|  |                          |                          |                          |                | 3 | Soles               | 3                   |                     |  |   |                 |                 |                 |  |    |                  |                  |                  |  |
|  |                          |                          | 2                        | Fuerza Regia   | 1 |                     |                     |                     |  |   |                 |                 |                 |  |    |                  |                  |                  |  |
|  | 2                        | Fuerza Regia             | 2                        | Fuerza Regia   | 1 | 3                   |                     |                     |  |   |                 |                 |                 |  |    |                  |                  |                  |  |
|  | 2                        | Fuerza Regia             |                          |                |   |                     |                     |                     |  |   |                 |                 |                 |  |    |                  |                  |                  |  |
|  | 7                        | Galgos                   | 2                        |                |   |                     |                     |                     |  |   |                 |                 |                 |  |    |                  |                  |                  |  |
|  | 7                        | Galgos                   | 2                        |                |   |                     |                     |                     |  | 3 | Soles           | 4               |                 |  |    |                  |                  |                  |  |
|  | Zona Norte               |                          |                          |                |   |                     |                     |                     |  | 3 | Soles           | 4               |                 |  |    |                  |                  |                  |  |
|  |                          |                          | 4                        | Santos Reales  | 0 |                     |                     |                     |  |   |                 |                 |                 |  |    |                  |                  |                  |  |
|  | 4                        | Santos Reales            | 4                        | Santos Reales  | 0 | 3                   |                     |                     |  |   |                 |                 |                 |  |    |                  |                  |                  |  |
|  | 4                        | Santos Reales            |                          |                |   |                     |                     |                     |  |   |                 |                 |                 |  |    |                  |                  |                  |  |
|  | 5                        | Correcaminos             | 0                        |                |   |                     |                     |                     |  |   |                 |                 |                 |  |    |                  |                  |                  |  |
|  | 5                        | Correcaminos             | 0                        |                | 4 | Santos Reales       | 3                   |                     |  |   |                 |                 |                 |  |    |                  |                  |                  |  |
|  |                          |                          |                          |                | 4 | Santos Reales       | 3                   |                     |  |   |                 |                 |                 |  |    |                  |                  |                  |  |
|  |                          |                          | 1                        | Lobos Grises   | 2 |                     |                     |                     |  |   |                 |                 |                 |  |    |                  |                  |                  |  |
|  | 1                        | Lobos Grises             | 1                        | Lobos Grises   | 2 | 3                   |                     |                     |  |   |                 |                 |                 |  |    |                  |                  |                  |  |
|  | 1                        | Lobos Grises             |                          |                |   |                     |                     |                     |  |   |                 |                 |                 |  |    |                  |                  |                  |  |
|  | 8                        | Algodoneros              | 2                        |                |   |                     |                     |                     |  |   |                 |                 |                 |  |    |                  |                  |                  |  |
|  | 8                        | Algodoneros              | 2                        |                |   |                     |                     |                     |  |   |                 |                 |                 |  | N3 | Soles            | 3                |                  |  |
|  |                          |                          |                          |                |   |                     |                     |                     |  |   |                 |                 |                 |  | N3 | Soles            | 3                |                  |  |
|  |                          |                          | S1                       | Halcones Xal.  | 4 |                     |                     |                     |  |   |                 |                 |                 |  |    |                  |                  |                  |  |
|  | 1                        | Halcones Xal.            | S1                       | Halcones Xal.  | 4 | 3                   |                     |                     |  |   |                 |                 |                 |  |    |                  |                  |                  |  |
|  | 1                        | Halcones Xal.            |                          |                |   |                     |                     |                     |  |   |                 |                 |                 |  |    |                  |                  |                  |  |
|  | 8                        | Panteras                 | 1                        |                |   |                     |                     |                     |  |   |                 |                 |                 |  |    |                  |                  |                  |  |
|  | 8                        | Panteras                 | 1                        |                | 1 | Halcones Xal.       | 3                   |                     |  |   |                 |                 |                 |  |    |                  |                  |                  |  |
|  |                          |                          |                          |                | 1 | Halcones Xal.       | 3                   |                     |  |   |                 |                 |                 |  |    |                  |                  |                  |  |
|  |                          |                          | 4                        | Halcones Rojos | 1 |                     |                     |                     |  |   |                 |                 |                 |  |    |                  |                  |                  |  |
|  | 4                        | Halcones Rojos           | 4                        | Halcones Rojos | 1 | 3                   |                     |                     |  |   |                 |                 |                 |  |    |                  |                  |                  |  |
|  | 4                        | Halcones Rojos           |                          |                |   |                     |                     |                     |  |   |                 |                 |                 |  |    |                  |                  |                  |  |
|  | 5                        | Pioneros                 | 1                        |                |   |                     |                     |                     |  |   |                 |                 |                 |  |    |                  |                  |                  |  |
|  | 5                        | Pioneros                 | 1                        |                |   |                     |                     |                     |  | 1 | Halcones Xal.   | 4               |                 |  |    |                  |                  |                  |  |
|  | Zona Sur                 |                          |                          |                |   |                     |                     |                     |  | 1 | Halcones Xal.   | 4               |                 |  |    |                  |                  |                  |  |
|  |                          |                          | 2                        | Halcones Cór.  | 1 |                     |                     |                     |  |   |                 |                 |                 |  |    |                  |                  |                  |  |
|  | 2                        | Halcones Cór.            | 2                        | Halcones Cór.  | 1 | 3                   |                     |                     |  |   |                 |                 |                 |  |    |                  |                  |                  |  |
|  | 2                        | Halcones Cór.            |                          |                |   |                     |                     |                     |  |   |                 |                 |                 |  |    |                  |                  |                  |  |
|  | 7                        | Lechugueros              | 0                        |                |   |                     |                     |                     |  |   |                 |                 |                 |  |    |                  |                  |                  |  |
|  | 7                        | Lechugueros              | 0                        |                | 2 | Halcones Cór.       | 3                   |                     |  |   |                 |                 |                 |  |    |                  |                  |                  |  |
|  |                          |                          |                          |                | 2 | Halcones Cór.       | 3                   |                     |  |   |                 |                 |                 |  |    |                  |                  |                  |  |
|  |                          |                          | 3                        | Tecolotes      | 1 |                     |                     |                     |  |   |                 |                 |                 |  |    |                  |                  |                  |  |
|  | 3                        | Tecolotes                | 3                        | Tecolotes      | 1 | 3                   |                     |                     |  |   |                 |                 |                 |  |    |                  |                  |                  |  |
|  | 3                        | Tecolotes                |                          |                |   |                     |                     |                     |  |   |                 |                 |                 |  |    |                  |                  |                  |  |
|  | 6                        | Caballeros               | 2                        |                |   |                     |                     |                     |  |   |                 |                 |                 |  |    |                  |                  |                  |  |
|  | 6                        | Caballeros               | 2                        |                |   |                     |                     |                     |  |   |                 |                 |                 |  |    |                  |                  |                  |  |
|  |                          |                          |                          |                |   |                     |                     |                     |  |   |                 |                 |                 |  |    |                  |                  |                  |  |

## Líderes individuales
| Categoría         | Jugador                          | Equipo                     | Marca | Promedio | %     |
| ----------------- | -------------------------------- | -------------------------- | ----- | -------- | ----- |
| Créditos          | Dallas Avon Logan                | Halcones UV Córdoba        | 1,083 | 25.79    | *     |
| Puntos            | Kenya Lamont Capers              | Unión Zacatecas            | 1,034 | 27.21    | *     |
| Rebotes           | Ramel Kinte Allen                | Santos Reales de San Luis  | 563   | 14.08    | *     |
| Asistencias       | Dallas Avon Logan                | Halcones UV Córdoba        | 292   | 6.95     | *     |
| Tiros de 2        | Leroy Edjuan Hickerson           | Galgos de Tijuana          | 319   | 7.98     | 0.566 |
| Tiros de 3        | Nicholas Antoine Zachery         | Santos Reales de San Luis  | 187   | 4.92     | 0.426 |
| Tiros Libres      | Devon Damont Ford                | Panteras de Aguascalientes | 226   | 5.95     | 0.866 |
| Minutos           | Dallas Avon Logan                | Halcones UV Córdoba        | 1,545 | 36.79    | *     |
| Faltas Cometidas  | Hugo Alejandro Carrillo García   | Soles de Mexicali          | 158   | 3.67     | *     |
| Faltas Recibidas  | Leroy Edjuan Hickerson           | Galgos de Tijuana          | 261   | 6.53     | *     |
| Robos de Balón    | Larry James Taylor Jr.           | Lobos Grises de la UAD     | 96    | 2.40     | *     |
| Pérdidas de balón | José Gregorio Salcedo Betancourt | Ángeles de Puebla          | 121   | 3.56     | *     |
| Tapones           | Ramel Kinte Allen                | Santos Reales de San Luis  | 109   | 2.73     | *     |

## Designaciones
A continuación se muestran las designaciones a los mejores jugadores de la temporada 2007-2008.
| Designación               | Ganador                 | Equipo                    |
| ------------------------- | ----------------------- | ------------------------- |
| Jugador del año           | Ramel Kinte Allen       | Santos Reales de San Luis |
| Guardia del año           | Larry James Taylor Jr.  | Lobos Grises de la UAD    |
| Delantero del año         | Nakiea Jovon Miller     | Bucaneros de Campeche     |
| Centro del año            | Ramel Kinte Allen       | Santos Reales de San Luis |
| Jugador nacional del año  | Víctor Mariscal Mata    | Halcones UV Xalapa        |
| Jugador importado del año | Ramel Kinte Allen       | Santos Reales de San Luis |
| Jugador defensivo del año | Ramel Kinte Allen       | Santos Reales de San Luis |
| Novato del año            | Jesús Hiram López López | Halcones UV Córdoba       |
| Entrenador del año        | Lee Andrew Stoglin      | Halcones UV Xalapa        |